# ケプラー1513
ケプラー1513（英語: Kepler-1513）とは、地球からこと座の方向に約1,150光年 (350 pc) 離れた位置にある主系列星である。スペクトル分類は晩期G型または早期K型で、2つの太陽系外惑星を持っていることが知られている。

## 惑星系
ケプラー1513b（KOI-3678.01）は、2016年にケプラー宇宙望遠鏡によって検出された惑星候補を統計的に検証する研究の一環として確認された。2022年11月、トランジットタイミング変化法（TTV法）を用いてケプラー1513bの周囲に太陽系外衛星候補（太陽系外惑星エンサイクロペディアではこの太陽系外衛星候補のことをケプラー1513b Iと呼称している）が存在する可能性があることが報告された。ケプラー1625b Iやケプラー1708b Iといった巨大な衛星候補とは異なり、ケプラー1513b Iは地球質量で、惑星の質量と衛星の公転周期に応じて月の0.76倍から地球の0.34倍の範囲にあるとされた。
2023年10月、同じ天文学者チームによるフォローアップ観測・分析により、観測されたTTVは衛星では説明できないが、土星に匹敵する質量を持つ2番目の惑星ケプラー1513cで説明できることが判明した。
| 名称 （恒星に近い順） | 質量                  | 軌道長半径 （天文単位） | 公転周期 (日)           | 軌道離心率         | 軌道傾斜角 | 半径               |
| --------------------- | --------------------- | ----------------------- | ----------------------- | ------------------ | ---------- | ------------------ |
| b                     | 0.152+0.104 −0.061 MJ | 0.53+0.04 −0.03         | 160.8842+0.0011 −0.0028 | 0.306+0.093 −0.097 | —          | 8.05+0.58 −0.40 R⊕ |
| c                     | 0.266+0.098 −0.063 MJ | 1.7106                  | 841.4+8.1 −5.3          | 0.125+0.018 −0.019 | —          | —                  |